# RTLup
RTLup (bis 15. September 2021 RTLplus) ist ein Spartensender der RTL Group, der sich überwiegend an Frauen ab 45 Jahren richtet und hier vorrangig die Best Ager bedient. Sendestart war am 4. Juni 2016. Das Programm von RTLup besteht größtenteils aus Doku-Soaps und Gerichtssendungen.
Ergänzt wird dieses Programm durch das Wiederauflegen von bereits eingestellten Gameshows, von denen eigens für RTLup neue Folgen produziert (im Herbst 2016, Winter 2017 und Sommer 2017) und ausgestrahlt werden. Zu diesen Gameshows gehören u. a. Familien-Duell, Jeopardy!, Glücksrad, Ruck Zuck und von Herbst 2017 bis 2018 auch Der Preis ist heiß.
Am 16. Februar 2021 wurde bekannt, dass die RTL Group ihre Markenarchitektur derzeit global überarbeitet, um einen einheitlichen Markenauftritt zu schaffen. Damit soll der immer stärker werdenden Konkurrenz durch Anbieter wie Netflix, Prime Video oder Disney+ entgegengetreten werden. In diesem Zusammenhang erhielt RTLplus am 15. September 2021 den neuen Namen RTLup.

## Neuauflage von Spielshows
Bereits vor dem Sendestart gab RTL Deutschland bekannt, mehrere Neuauflagen älterer Spielshows produzieren lassen zu wollen.
Die Neuauflage der Spielshow Familien-Duell, die von 1992 bis 2003 von Werner Schulze-Erdel moderiert wurde, wurde ab Herbst 2016 von Inka Bause moderiert. Joachim Llambi moderierte seither die Rateshow Jeopardy!, die zwischen 1990 und 2000 von verschiedenen Moderatoren präsentiert wurde. Die Spielshow Ruck Zuck wurde von Oliver Geissen moderiert.
Jan Hahn, ehemaliger Moderator des Sat.1-Frühstücksfernsehens und von Guten Morgen Deutschland auf RTL, führte von September 2016 bis Dezember 2017 durch die Neuauflage des Glücksrads. Diese Show wurde zuvor zwischen 1988 und 2005 auf verschiedenen Sendern der ProSiebenSat.1-Mediengruppe ausgestrahlt.
Von 2017 bis 2018 gab es auch eine Neuauflage der Spielshow Der Preis ist heiß, moderiert von Wolfram Kons und Thorsten Schorn.
Alle Spielshows wurden ab Juni 2016 in den nobeo-Studios in Hürth produziert und seit September 2016 ausgestrahlt. Die Produktion des Familien-Duells, Ruck Zuck und Der Preis ist heiß wurde von der UFA Show & Factual umgesetzt; Jeopardy und das Glücksrad wurden von Sony Pictures produziert.

## Programm
Das Programm von RTLup besteht bis auf wenige Ausnahmen aus alten Serien oder Folgen, die bereits bei RTL ausgestrahlt wurden.
Ab mittags strahlt der Sender verschiedene Gerichtsshows aus, darunter Das Strafgericht, Das Familiengericht und Das Jugendgericht. Im Vorabendprogramm wurde seit Herbst 2016 Neuauflagen älterer Spielshows wie das Familien-Duell, Jeopardy!, Ruck Zuck und Glücksrad gezeigt. Ab Herbst 2017 wurde auch die Neuauflage von Der Preis ist heiß ausgestrahlt. Alle Sendungen hatten ab 2018 schwache Quoten, daher wurden die Shows im Sommer 2018 am Abend eingestellt. Nach wie vor laufen Wiederholungen der Spielshows.
Das Abendprogramm unter der Woche besteht hauptsächlich aus Serien oder Dokutainmentsendungen. Darunter Hinter Gittern – Der Frauenknast, Dr. Stefan Frank – Der Arzt, dem die Frauen vertrauen, Monk, Im Namen des Gesetzes, Doppelter Einsatz, Quincy und Einsatz in 4 Wänden.
Freitags (seit Frühjahr 2019 auch mittwochs) werden im Vorabendprogramm hauptsächlich Comedysendungen, wie Das Amt, Ritas Welt, Die Camper, Nikola, Alles Atze, Mein Leben & Ich oder Arme Millionäre gesendet. Weiterhin werden samstags Gerichtssendungen und sonntags in der Regel Medicopter 117 – Jedes Leben zählt gezeigt. Ansonsten werden auch alte Folgen wie Let’s Dance, Bauer sucht Frau und Vermisst sowie alte Folgen (ab 2002) von Gute Zeiten, schlechte Zeiten ausgestrahlt. Nachts laufen Wiederholungen der Doku-Soaps Verklag mich doch! sowie weitere Gerichtsshows und Wiederholungen von Staatsanwalt Posch ermittelt.
U. a. diese Sendungen werden bzw. wurden im Programm gezeigt:
- Staatsanwalt Posch ermittelt
- Das Jenke-Experiment
- Dr. Stefan Frank – Der Arzt, dem die Frauen vertrauen
- Im Namen des Gesetzes
- Das Jugendgericht
- Das Familiengericht
- Das Strafgericht
- Die Schulermittler
- Die Trovatos – Detektive decken auf
- Hinter Gittern – Der Frauenknast
- Jeopardy!
- Familien-Duell
- Ruck Zuck
- Glücksrad
- Medicopter 117 – Jedes Leben zählt
- Nikola
- Mein Leben & Ich
- Law & Order: Special Victims Unit
- Die Camper
- Alles Atze
- Mieten, kaufen, wohnen
- Hundkatzemaus
- Ritas Welt
- Die Sitte
- Gerichtsmedizinerin Dr. Samantha Ryan
- Undercover Boss
- Vermisst
- Ein Schloß am Wörthersee
- Bauer sucht Frau
- Balko
- Polizeiarzt Dangerfield
- Das Amt
- Einsatz in 4 Wänden
- Helfer mit Herz
- Gute Zeiten, schlechte Zeiten
- Die Schulermittler
- Anwälte der Toten
- Die Versicherungsdetektive – Der Wahrheit auf der Spur
- Alarm für Cobra 11 – Die Autobahnpolizei

## Senderlogo und Design

Vom 4. Juni 2016 bis 15. Oktober 2019 war das Design und Logo im Rot-Grau-Weiß-Ton gehalten.
Vom 16. Oktober 2019 bis 15. September 2021 war das Design und Logo deutlich bunter gehalten, was jetzt eher einen Rot-Blau-Lila-Grün-Ton hat. Es soll moderner wirken. Das Grunddesign hat sich nicht geändert, auch das Cornerlogo blieb gleich.
Eine von zahlreichen Logovarianten seit 15. September 2021.

## Empfang
- Satellit in SD-Qualität: digital via Astra 1L, 19,2° Ost, Frequenz 12,188 GHz horizontal, Symbolrate 27500, DVB-S, FEC 3/4, unverschlüsselt
- Satellit in HD-Qualität: digital via Astra 1KR, 19,2º Ost, Frequenz 10,832 GHz horizontal, Symbolrate 22000, DVB-S2, FEC 2/3, verschlüsselt via HD+
- Kabel: Unitymedia,[16] Vodafone (hier seit 5. Dezember 2017 in HDTV empfangbar).[17] und Pÿur[18]

- Antenne: Freenet TV (DVB-T2)

- IPTV: MagentaTV (seit 29. November 2019 auch in HDTV)

- TV-Streaming: Zattoo, TV.de, Waipu.tv (HD-Empfang z. T. kostenpflichtig)

## Marktanteile
| Jahr | ab 3 Jahre | 14–49 Jahre | Quelle |
| ---- | ---------- | ----------- | ------ |
| 2016 | 0,4 %      | 0,4 %       | [ 19 ] |
| 2017 | 1,1 %      | 0,9 %       | [ 20 ] |
| 2018 | 0,9 %      | 1,1 %       | [ 21 ] |
| 2019 | 1,4 %      | 1,2 %       | [ 22 ] |
| 2020 | 1,8 %      | 1,3 %       | [ 23 ] |
| 2021 | 2,0 %      | 1,2 %       | [ 24 ] |
| 2022 | 2,2 %      | 1,4 %       | [ 25 ] |
| 2023 | 2,5 %      | 1,6 %       | [ 26 ] |
| 2024 | 2,3 %      | 1,6 %       | [ 27 ] |